# Pârâul Mare, Bâlta
Părâul Mare este un curs de apă, afluent al râului Bâlta.

## Hărți
- Harta Munților Vâlcan  Arhivat în 15 iunie 2011, la Wayback Machine.